# Heinrich Kwiatkowski
Heinrich "Heinz" Kwiatkowski (Gelsenkirchen, 16 juli 1926 - Dortmund, 23 mei 2008) was een Duits doelman.

## Clubcarrière
Tijdens zijn clubcarrière speelde Kwiatkowski voor FC Schalke 04, Rot-Weiss Essen en voor Borussia Dortmund. Met Borussia Dortmund won hij onder meer in 1956 en 1957 het Duits landskampioenschap.

## Interlandcarrière
Kwiatkowski kwam uit voor West-Duitsland. Hij zat onder meer in de selectie die het wereldkampioenschap voetbal van 1954 won. Tijdens dat wereldkampioenschap maakte hij ook zijn debuut voor West-Duitsland in de wedstrijd tegen Hongarije op 20 juni 1954. De wedstrijd eindigde in een blamage, doordat West-Duitsland met 3–8 verloor. Vier jaar later maakte Kwiatkowski ook deel uit van de selectie voor het wereldkampioenschap voetbal van 1958. Ook tijdens dit toernooi mocht hij een wedstrijd keepen namens West-Duitsland tegen Frankrijk, een wedstrijd die met 3–6 werd verloren. Dit was tevens zijn laatste wedstrijd van zijn interlandcarrière. In totaal speelde Kwiatkowski vier interlands voor West-Duitsland, waarbij hij in alle wedstrijden in de basis begon. Een minpuntje aan deze interlands was dat hij geen enkele keer zijn doel wist schoon te houden.

### Gespeelde interlands
| Interlands van Heinz Kwiatkowski voor West-Duitsland | Interlands van Heinz Kwiatkowski voor West-Duitsland | Interlands van Heinz Kwiatkowski voor West-Duitsland | Interlands van Heinz Kwiatkowski voor West-Duitsland | Interlands van Heinz Kwiatkowski voor West-Duitsland | Interlands van Heinz Kwiatkowski voor West-Duitsland |
| №                                                    | Datum                                                | Wedstrijd                                            | Uitslag                                              | Soort wedstrijd                                      | Doelpunten                                           |
| Als speler bij Borussia Dortmund                     | Als speler bij Borussia Dortmund                     | Als speler bij Borussia Dortmund                     | Als speler bij Borussia Dortmund                     | Als speler bij Borussia Dortmund                     | Als speler bij Borussia Dortmund                     |
| ---------------------------------------------------- | ---------------------------------------------------- | ---------------------------------------------------- | ---------------------------------------------------- | ---------------------------------------------------- | ---------------------------------------------------- |
| 1.                                                   | 20 juni 1954                                         | West-Duitsland – Hongarije                           | 3 – 8                                                | WK 1954                                              |                                                      |
| 2.                                                   | 25 november 1956                                     | Ierland – West-Duitsland                             | 3 – 0                                                | Vriendschappelijk                                    |                                                      |
| 3.                                                   | 23 december 1956                                     | West-Duitsland – België                              | 4 – 1                                                | Vriendschappelijk                                    |                                                      |
| 4.                                                   | 28 juni 1958                                         | Frankrijk – West-Duitsland                           | 6 – 3                                                | WK 1958                                              |                                                      |

Bijgewerkt t/m 28 juni 1958